# Elna Reinach
Elna Reinach (Pretoria, 2 dicembre 1968) è un'ex tennista sudafricana.

## Carriera
In carriera ha vinto 1 titolo in singolare e 10 titoli di doppio. Nei tornei del Grande Slam ha ottenuto il suo miglior risultato conquistando il titolo di doppio misto agli US Open nel 1994, in coppia con lo statunitense Patrick Galbraith.
Nel 1992 ha rappresentato il Sudafrica alle Olimpiadi, dove è uscita subito al primo turno.
In Fed Cup ha disputato un totale di 20 partite, vincendone 16 e perdendone 4.

## Statistiche

### Singolare

#### Vittorie (1)
| Numero | Anno | Torneo                | Superficie | Avversaria in finale | Punteggio |
| 1.     | 1993 | ASB Classic, Auckland | Cemento    | Caroline Kuhlman     | 6–0, 6–0  |

### Doppio

#### Vittorie (10)
| Numero | Anno | Torneo                                       | Superficie  | Compagna           | Avversarie in finale                    | Punteggio     |
| 1.     | 1989 | Virginia Slims of Albuquerque, Albuquerque   | Cemento     | Nicole Bradtke     | Raffaella Reggi Arantxa Sánchez Vicario | 4–6, 6–4, 6–2 |
| 2.     | 1990 | WTA German Open, Berlino                     | Terra rossa | Nicole Bradtke     | Hana Mandlíková Jana Novotná            | 6-2, 6-1      |
| 3.     | 1990 | Internationaux de Strasbourg, Strasburgo     | Terra rossa | Nicole Bradtke     | Kathy Jordan Elizabeth Smylie           | 6-1, 6-4      |
| 4.     | 1991 | Virginia Slims of Nashville, Nashville       | Cemento     | Sandy Collins      | Yayuk Basuki Caroline Vis               | 5-7, 6-4, 7-6 |
| 5.     | 1992 | WTA Swiss Open, Lucerna                      | Terra rossa | Amy Frazier        | Karina Habšudová Marianne Werdel        | 7–5, 6–2      |
| 6.     | 1992 | Puerto Rico Open, San Juan                   | Cemento     | Amanda Coetzer     | Gigi Fernández Kathy Rinaldi-Stunkel    | 6–2, 4–6, 6–2 |
| 7.     | 1992 | Virginia Slims of Indianapolis, Indianapolis | Cemento     | Katrina Adams      | Sandy Collins Mary Lou Daniels          | 5–7, 6–2, 6–4 |
| 8.     | 1993 | ASB Classic, Auckland                        | Cemento     | Isabelle Demongeot | Jill Hetherington Kathy Rinaldi-Stunkel | 6-2, 6-4      |
| 9.     | 1994 | Bell Challenge, Québec                       | Sintetico   | Nathalie Tauziat   | Chanda Rubin Linda Wild                 | 6-4, 6-3      |
| 10.    | 1995 | ASB Classic, Auckland                        | Cemento     | Jill Hetherington  | Laura Golarsa Caroline Vis              | 7–6, 6–2      |

### Doppio misto

#### Vittorie (1)
| Numero | Anno | Torneo            | Superficie | Compagno          | Avversari in finale          | Punteggio |
| 1.     | 1994 | US Open, New York | Cemento    | Patrick Galbraith | Jana Novotná Todd Woodbridge | 6–2, 6–4  |